# Sharon Lawrence
Sharon Elizabeth Lawrence (Charlotte, 29 giugno 1961) è un'attrice e ballerina statunitense, nota principalmente per aver interpretato il ruolo di Sylvia Costas nella serie televisiva NYPD - New York Police Department, che le è valso tre candidature ai Premi Emmy e uno Screen Actors Guild Award.

## Vita privata
Nel 2002, Sharon Lawrence ha sposato presso la Cattedrale di Santa Sofia di Los Angeles lo psichiatra Thomas Apostle, secondo il rito greco-ortodosso.

## Filmografia

### Cinema
- Cinque ore disperate (Five Hours Desperate), regia di Dan Lerner (1997)
- Amori sospesi (The Only Thrill), regia di Peter Masterson (1997)
- Gossip, regia di Davis Guggenheim (2000)
- Tutte le ex del mio ragazzo (Little Black Book), regia di Nick Hurran (2004)
- The Alibi, regia di Matt Checkowski e Kurt Mattila (2006)
- Middle of Nowhere, regia di Ava DuVernay (2012)
- Premonitions (Solace), regia di Afonso Poyart (2015)
- Deidra e Laney rapinano un treno,regia di Sydney Freeland (2017)
- The Lost Husband, regia di Vicky Wight (2020)

### Televisione
- NYPD - New York Police Department (NYPD Blue) – serie TV, 99 episodi (1993-1999)
- Star Trek: Voyager – serie TV, episodio 2x01 (1995)
- Fired Up – serie TV, 28 episodi (1997-1998)
- Aftershock - Terremoto a New York (Aftershock: Earthquake in New York), regia di Mikael Salomon – film TV (1999)
- Wolf Lake – serie TV, 9 episodi (2001-2002)
- Philly – serie TV, episodi 1x15-1x16 (2002)
- Law & Order - Unità vittime speciali (Law & Order: Special Victims Unit) – serie TV, episodio 4x01 (2002)
- Giudice Amy (Judging Amy) – serie TV, episodio 5x21 (2004)
- Boston Legal – serie TV, episodio 1x01 (2004)
- Desperate Housewives – serie TV, 3 episodi (2004-2005)
- Detective Monk (Monk) – serie TV, 4 episodi (2006-2008)
- Hidden Palms – serie TV, 8 episodi (2007)
- Privileged – serie TV, 3 episodi (2008-2009)
- Ghost Whisperer - Presenze (Ghost Whisperer) – serie TV, episodio 4x11 (2009)
- Grey's Anatomy – serie TV, episodio 5x21 (2009)
- Curb Your Enthusiasm – serie TV, episodio 7x02 (2009)
- Community – serie TV, episodio 1x11 (2009)
- Drop Dead Diva – serie TV, 6 episodi (2009-2013)
- The Mentalist – serie TV, episodio 2x12 (2010)
- One Tree Hill – serie TV, 6 episodi (2010-2011)
- Rizzoli & Isles – serie TV, 6 episodi (2012-2016)
- Body of Proof – serie TV, episodio 3x10 (2013)
- Game of Silence – serie TV, 6 episodi (2016)
- Shameless – serie TV, 7 episodi (2016-2019)
- Blue Bloods – serie TV, episodio 7x13 (2016)
- The Ranch – serie TV, 7 episodi (2017)
- Natale tra le stelle (Poinsettias for Christmas), regia di Christie Will Wolf – film TV (2018)
- Le regole del delitto perfetto (How to Get Away with Murder) – serie TV, episodio 4x13 (2018)
- Dynasty – serie TV, 7 episodi (2018-20)
- Criminal Minds – serie TV, 3 episodi (2019-2020)
- On Becoming a God (On Becoming a God in Central Florida) – serie TV, 5 episodi (2019)
- Merry & Bright, regia di Gary Yates – film TV (2019)
- Home Before Dark – serie TV, 4 episodi (2020)
- L.A.'s Finest – serie TV, 2 episodi (2020)
- Rebel – serie TV, 6 episodi (2021)

## Doppiatrici italiane
Nelle versioni in italiano dei suoi lavori, Sharon Lawrence è stata doppiata da:
- Antonella Giannini in Cinque ore disperate, One Tree Hill, On Becoming a God
- Isabella Pasanisi in Desperate Housewives, Le regole del delitto perfetto, Joe Pickett
- Roberta Greganti in The Glades, The Ranch, Criminal Minds
- Laura Boccanera in Law & Order - Unità vittime speciali, Hidden Palms
- Laura Romano in Blue Bloods, Premonitions
- Anna Melato in Star Trek: Voyager
- Roberta Paladini in NYPD - New York Police Department
- Serena Verdirosi in Tutte le ex del mio ragazzo
- Vittoria Febbi in Drop Dead Diva
- Barbara Castracane in Detective Monk
- Pinella Dragani in Rizzoli & Isles
- Alessandra Korompay in Rizzoli & Isles (episodi 4x02 e 4x05)
- Fabrizia Castagnoli in Dynasty
- Beatrice Margiotti in L'ultimo tycoon